# Ekaltadeta
Ekaltadeta és un gènere extint de marsupials gegants relacionats amb els cangurs rata actuals.
Basant-se en les seves dents, s'ha hipotetitzat que eren principalment depredadors o omnívors amb un deler per la carn. Aquesta conclusió es basa principalment en la mida i forma d'una dent en forma de serra circular, la tercera premolar dels adults, que és comuna a totes les espècies d'Ekaltadeta. Algunes espècies també tenien grans "ullals" depredadors.
Els fòssils d'aquests animals inclouen dos cranis gairebé complets i nombrosos maxil·lars superiors i inferiors.